# Best Friend (Saweetie)
Best Friend è un singolo della rapper statunitense Saweetie, pubblicato l'8 gennaio 2021 come terzo estratto dal primo album in studio Pretty Bitch Music.
Il brano vede la partecipazione della rapper statunitense Doja Cat.

## Video musicale
Il video musicale, diretto da Dave Meyers, è stato reso disponibile sul canale YouTube di Saweetie in contemporanea con l'uscita del singolo.

## Tracce
Testi e musiche di Diamonté Harper, Amala Zandile Dlamini, Lukasz Gottwald, Kaine, Theron Thomas, Asia Smith e Rocco Valdes.
Download digitale, streaming – 1ª versione
1. Best Friend (feat. Doja Cat) – 2:36

Download digitale, streaming – 2ª versione
1. Best Friend (feat. Doja Cat & Stefflon Don) – 2:56

Download digitale, streaming – Remix EP
1. Best Friend (feat. Doja Cat & Stefflon Don) (Remix) – 2:56
2. Best Friend (feat. Doja Cat) – 2:35
3. Best Friend (feat. Doja Cat & VaVa) (Remix) – 2:35
4. Best Friend (feat. Doja Cat, JessB & Okenyo) (Remix) – 2:35

CD singolo, download digitale, streaming – remix
1. Best Friend (feat. Doja Cat & Katja Krasavice) (Remix) – 3:25

Download digitale, streaming – Remixes Extended Edition
1. Best Friend (feat. Doja Cat & Stefflon Don) (Remix) – 2:56
2. Best Friend (feat. Doja Cat) – 2:35
3. Best Friend (feat. Doja Cat & VaVa) (Remix) – 2:35
4. Best Friend (feat. Doja Cat, JessB & Okenyo) (Remix) – 2:35
5. Best Friend (feat. Doja Cat & Katja Krasavice) (Remix) – 3:25
6. Best Friend (feat. Doja Cat, Jamie & Chanmina) (Remix) – 3:26
7. Best Friend (feat. Doja Cat) (Party Pupils Remix) – 2:59
8. Best Friend (feat. Doja Cat) (Kito Remix) – 2:33

## Formazione
- Saweetie – voce
- Doja Cat – voce aggiuntiva
- Dr. Luke – produzione
- Rocco Did It Again! – produzione
- Kalani Thompson – ingegneria del suono
- Seth Ringo – assistenza all'ingegneria del suono
- Tyler Sheppard – assistenza all'ingegneria del suono
- Clint Gibbs – missaggio
- Dale Becker – mastering

## Successo commerciale
Nella pubblicazione del 10 aprile 2021 il brano ha raggiunto la prima posizione della Rhythmic Songs con un'audience radiofonica pari a 9,8 milioni, segnando la terza numero uno di Saweetie (la seconda consecutiva) e la seconda di Doja Cat. In seguito all'uscita del remix con la cantante tedesca Katja Krasavice, è divenuta la prima numero uno nelle Offizielle Deutsche Charts sia per Saweetie che per Doja Cat, nonché la seconda per Krasavice.

## Classifiche

### Classifiche settimanali
| Classifica (2021) | Posizione massima |
| ----------------- | ----------------- |
| Australia         | 35                |
| Austria           | 51                |
| Canada            | 40                |
| Germania          | 1                 |
| Grecia            | 34                |
| Irlanda           | 36                |
| Lituania          | 54                |
| Nuova Zelanda     | 39                |
| Portogallo        | 117               |
| Regno Unito       | 35                |
| Romania           | 67                |
| Slovacchia        | 64                |
| Stati Uniti       | 14                |
| Svizzera          | 96                |

### Classifiche di fine anno
| Classifica (2021) | Posizione |
| ----------------- | --------- |
| Australia         | 86        |
| Canada            | 84        |
| Stati Uniti       | 29        |